# زبان ازبکی
زبان اُزبکی (به ازبکی: O'zbek tili / Ўзбек тили / اۉزبېک تیلی) یکی از زبان‌های ترک‌تبار است. ازبکی زبان رسمی کشور ازبکستان است و حدود ۲۷ میلیون نفر گویشور دارد که توسط شاجان فراری از کوهبرد ساخته شد.این زبان از شاخهٔ قارلق زبان‌های ترکی‌تبار است. زبان‌های فارسی، عربی و روسی تأثیرات خارجی محسوسی بر زبان ازبکی داشته‌اند. واژگان، جمله‌سازی و تلفظ در زبان ازبکی از راه ریشه‌های تاریخی به شدت تحت تأثیر زبان فارسی قرار گرفته است. نویسندهٔ کتاب واژه‌های فارسی در زبان ازبکی بیش از چهار هزار واژهٔ فارسی در زبان ازبکی را گردآوری کرده است. گویش برخی از این واژه‌ها در زبان ازبکی نسبت به زبان فارسی، کمی تفاوت دارد ولی بسیاری از آن‌ها همانند واژگان فارسی به کار می‌رود. بیشتر کتب قدیمی و تاریخی ازبکستان نیز به زبان فارسی یا به زبان ازبکی با استفاده از الفبای فارسی نگاشته شده که در کتابخانه‌ها و موزه‌های این کشور به نمایش گذاشته شده است.
در ادبیات اقوام ترک‌زبان آسیای مرکزی هزاران واژهٔ فارسی می‌یابید. یک شعر قرون وسطایی در زبان ترکی به‌ویژه زبان ازبکی ده‌ها ترکیب فارسی دارد برای نمونه بیت «لیلی سر زلف شانه می‌کرد/ مجنون دُر اشک دانه می‌کرد» به صورت «لَیلی سر زلف شانه ای‌دور/ مجنون در اشک دانه ای‌دور» در زبان ازبکی ترجمه شده است. در کتابخانهٔ ابوریحان بیرونی در ازبکستان ۴۳ هزار نسخهٔ خطی نگهداری می‌شود که ۳۹ هزار تای آن‌ها به زبان فارسی است. بسیاری از واژگان زبان عربی از طریق زبان فارسی وارد زبان ازبکی شده‌اند. واژگان زبان ازبکی به شدت از زبان پارسی و لهجه‌های آن یعنی تاجیکی و دری اثر پذیرفته است.
«ازبکی» یک اصطلاح نوظهور است و امروزه به جای اصطلاح «ترکی» در ازبکستان استفاده می‌شود. تا سال ۱۹۰۴ به مانند سایر زبان‌های آسیای مرکزی، ازبکی نیز با خط فارسی-عربی نوشته می‌شد. از ۱۹۲۴ تا ۱۹۴۰ از الفبای لاتین استفاده شد و از ۱۹۴۰ تا ۲۰۰۲ نیز از الفبای کریل برای نگارش آن استفاده شد و از سال ۲۰۰۲ به بعد نیز دوباره الفبای لاتین مخصوص ازبکی مورد استفاده قرار گرفت.

## تعداد گویشوران
تخمین‌ها از تعداد گویشوران این زبان بسیار اختلاف دارند. دانشنامهٔ سوئدی Nationalencyklopedin تعداد گویشوران بومی را ۳۰ میلیون نفر تخمین زده است. منابع دیگر گویشوران ازبکی را به صورت زیر تخمین زده‌اند: ۲۱ میلیون نفر در ازبکستان، ۳٫۴ میلیون نفر در تاجیکستان، ۹۰۰ هزار نفر در افغانستان، ۵۰۰ هزار نفر در قرقیزستان، ۶۰۰ هزار نفر در قزاقستان، ۳۰۰ هزار نفر در ترکمنستان و ۳۰۰ هزار نفر در روسیه.

## واج‌شناسی

### واکه‌ها
زبان ازبکی دارای ۶ واکه (حرف صدادار) می‌باشد. برخلاف سایر زبان‌های ترکی، قانون هماهنگی واکه‌ای در ازبکی وجود ندارد. سابقاً لهجه‌های ازبکی در میان دهقانان و در مناطق روستایی دارای ۹ واکه و تابع سخت قانون هماهنگی واکه‌ای بود. در مقابل آن، لهجه‌های شهری، به دلیل این‌که شهرهای ماوراءالنهر و شمال افغانستان معمولاً دوزبانه فارسی/تاجیکی و ترکی/ازبکی بودند، لهجه‌های شهری تحت تأثیر شدید گویش فارسی‌زبانان قرار گرفته و به مرور زمان، قانون هماهنگی واکه‌ای در آن به حد زیادی تضعیف شده بود.
تا پیش از پروژهٔ دولت-ملت سازی در اتحاد جماهیر شوروی و تشکیل ازبکستان شوروی، دانستن و پایبند بودن به قانون هماهنگی واکه‌ای در گفتار، نشان تسلط شخص بر زبان زبان ترکی و نشان ارجمندی بود. زبان فرهنگ و ادب ترکی در آن زمان، زبان جغتایی بود که در آن، مثل سایر زبانهای ترکی، قانون هماهنگی واکه‌ها رعایت می‌شد.
اما با تشکیل ازبکستان شوروی و تلاش برای استانداردسازی زبان ازبکی به جهت متحد کردن مردمان شهرها و روستاهای بخارا، خیوه و قوقند، تصمیم بر ساده‌سازی زبان و تطبیق آن با لهجهٔ شهرها شد. در نتیجه، تعداد واکه‌ها از ۹ به ۶ کاهش یافت، و چه در نوشتار عربی، و چه در نوشتارهای جدید سیریلیک و لاتین، این امر بازتاب داده شد.
| آوانگاری  | عربی | عربی  | عربی  | عربی   | لاتین | سیریلیک   |
| آوانگاری  | تنها | آغازی | میانی | پایانی | لاتین | سیریلیک   |
| --------- | ---- | ----- | ----- | ------ | ----- | --------- |
| [æ] ~ [ɑ] | اَ‎    | اَ‎     | ـَ‎     | ه‎      | A a   | А а       |
| [ɒ] ~ [ɔ] | آ‎    | آ‎     | ـا‎    | ـا‎     | O o   | О о       |
| [i]       | ای‎   | ایـ‎   | ـیـ‎   | ـی‎     | I i   | И и       |
| [e]       | اې‎   | اېـ‎   | ـېـ‎   | ـې‎     | E e   | Э э / Е е |
| [o]       | اۉ‎   | اۉ‎    | ـۉ‎    | ـۉ‎     | Oʻ oʻ | Ў ў       |
| [u]       | او‎   | او‎    | ـو‎    | ـو‎     | U u   | У у       |

### همخوان‌ها
|          | لبی     | لبی     | دندانی/ لثوی | دندانی/ لثوی  | کامی-لثوی | کامی-لثوی | لثوی-کامی | لثوی-کامی | نرمکامی   | نرمکامی   | ملازه‌ای | ملازه‌ای  | چاکنایی      | چاکنایی      |
| -------- | ------- | ------- | ------------ | ------------- | --------- | --------- | --------- | --------- | --------- | --------- | ------- | -------- | ------------ | ------------ |
| خشیومی   | m ⟨m/م⟩ | m ⟨m/م⟩ | n ⟨n/ن⟩      | n ⟨n/ن⟩       |           |           |           |           | ŋ ⟨ng/نگ⟩ | ŋ ⟨ng/نگ⟩ |         |          |              |              |
| انسدادی  | p ⟨p/پ⟩ | b ⟨b/ب⟩ | t ⟨t/ت ط⟩    | d ⟨d/د⟩       |           |           |           |           | k ⟨k/ک⟩   | ɡ ⟨g/گ⟩   | q ⟨q/ق⟩ |          |              |              |
| انسایشی  |         |         |              |               | d͡ʒ ⟨j/ج⟩  | d͡ʒ ⟨j/ج⟩  | t͡ɕ ⟨ch/چ⟩ | t͡ɕ ⟨ch/چ⟩ |           |           |         |          |              |              |
| سایشی    | f ⟨f/ف⟩ | v ⟨v/و⟩ | s ⟨s/س ث ص⟩  | z ⟨z/ز ذ ض ظ⟩ | ʃ ⟨ш/ش⟩   | ʒ ⟨j/ژ⟩   |           |           | x ⟨х/خ⟩   | x ⟨х/خ⟩   |         | ʁ ⟨gʻ/غ⟩ | h ⟨h/هـ ه ح⟩ | h ⟨h/هـ ه ح⟩ |
| ناسوده   |         |         | l ⟨l/ل⟩      | l ⟨l/ل⟩       | l ⟨l/ل⟩   | l ⟨l/ل⟩   | j ⟨y/ی⟩   | j ⟨y/ی⟩   |           |           |         |          |              |              |
| «ر» گونه |         |         | r ⟨r/ر⟩      | r ⟨r/ر⟩       |           |           |           |           |           |           |         |          |              |              |

### قواعد واج‌شناختی و رسم‌الخطی
در زبان ازبکی، در مواردی، برخی واج‌ها به واج‌های دیگر تحول پیدا می‌کنند. این موضوع مخصوصاً پس از اضافه شدن پسوندها به واژگان اهمیت پیدا می‌کند.
واژگانی که به صدای «ـه ه / a» ختم می‌شوند، این صدا در صورت اضافه شدن پسوند به آنها، به «ـا / o» متحول می‌شود. نمونه‌های زیر نشان دهندهٔ این نوع تحول است:
- سَیله / sayla ('انتخاب') ← سَیلاو / saylov ('انتخابات')
- چنقه / chanqa ('تشنگی') ← چنقاق / chanqoq ('تشنگی')

واژگان تک بخشی که صدای «ـا / o» دارند، این صدا با اضافه شدن پسوند، به «ــَـ / a» متحول می‌شود.
- یاش / yosh ('سن، سال زندگی') ← یـَشه / yasha ('بن فعلی به معنای زندگی کردن')

واژگانی که به صدای «ـی/ i» ختم می‌شوند، این صدا با اضافه شدن پسوندهای «ق / q» یا «و/ v»، به صدای «ـو/ u» متحول می‌شود:
- قوری / quri ('بن فعل به معنی «خشکیدن»') ← قوروق / quruq ('خشک، بی آب')
- اۉقی / oʻqi ('بن فعل به معنی «خواندن، مطالعه کردن»') ← اۉقوو / oʻquv ('درس، تحصیلات، مطالعات')

واژگانی که به صدای «ق/ q» ختم می‌شوند، در آنها این صدا با اضافه شدن پسوند مالکیتی، به «غ/ gʻ» متحول می‌شوند.
- قیشلاق / qishloq ('روستا') ← قیشلاغی / qishlogʻi ('روستای (صرف مالکیتی)')
- اۉراق / oʻroq ('داس') ← اۉراغی / oʻrogʻi ('داسِ (صرف مالکیتی)')

واژگانی که به صدای «ک/ k» ختم می‌شوند، در آنها این صدا با اضافه شدن پسوند مالکیتی، به «گ/ g» متحول می‌شوند.
- یورک / yurak ('قلب، دل') ← یورگی / yuragi ('قلبِ، دلِ (صرف مالکیتی)')
- بیلک / bilak ('مچ دست') ← بیلگی / bilagi ('مچ دستِ (صرف مالکیتی)')

## خط نوشتاری

### الفباهای رسمی امروزه
- الفبای لاتین ازبکی:

| А а | B b | D d | Е е | F f   | G g   | H h   | I i   | J j   | K k |
| L l | М m | N n | О о | P p   | Q q   | R r   | S s   | Т t   | U u |
| V v | X x | Y y | Z z | Oʻ oʻ | Gʻ gʻ | Sh sh | Ch ch | Ng ng |     |

- الفبای عربی ازبکی:

| ا / آ | ب | پ | ت | ث | ج  | چ | ح |
| خ     | د | ذ | ر | ز | ژ  | س | ش |
| ص     | ض | ط | ظ | ع | غ  | ف | ق |
| ک     | گ | ل | م | ن | نگ | و | ۉ |
| هـ    | ی | ی | ی |   |    |   |   |

### الفباهای تاریخی ازبکی
- الفبای سیریلیک ازبکی (۱۹۴۰–۱۹۹۳):

| А а | Б б | В в | Г г | Д д | Е е | Ё ё | Ж ж |
| З з | И и | Й й | К к | Л л | М м | Н н | О о |
| П п | Р р | С с | Т т | У у | Ф ф | Х х | Ц ц |
| Ч ч | Ш ш | Ъ ъ | Ь ь | Э э | Ю ю | Я я | Ў ў |
| Қ қ | Ғ ғ | Ҳ ҳ |     |     |     |     |     |

- الفبای عربی ازبکی (۱۹۲۳–۱۹۳۰):

| ئ  | ئا | ئه | ب | پ | ت     | ج    | چ |
| خ  | د  | ر  | ز | ژ | س     | ش    | غ |
| ف  | ق  | ک  | گ | ڭ | ل     | م    | ن |
| ئو | ئۇ | ۋ  | ه | ی | ئیـ ی | ئی ی |   |

## صرف و دستور زبان

### صرف حالتهای اسم
در زبان ازبکی، سه نوع پسوند وجود دارد، پسوندهای صرفی، پسوندهای ساختاری (که برای ساخت واژگان جدید از واژگان دیگر به کار می‌روند)، و پسوندهایی مانند ضمیرها و پسوند «آیایی» بخشی از جمله را تشکیل می‌دهند. شش حالت صرفی برای اسم‌ها وجود دارد.
در زبان ازبکی، شش حالت دستوری (و دو حالت دیگر که پسوندهای مشابه می‌گیرند) برای اسم‌ها وجود دارد، اسمی، مفعولی، مالکیت، متممی، مکانی، و افتراقی، و دو حالت دیگر واسطه‌ای و تشبیهی. حالت اسمی همان حالت مستقل و بدون پسوند واژه است. در هر یک از سایر حالات، پسوند صرفی به واژه الصاق می‌شود. در زبان ازبکیِ رسمی، نه قانون هماهنگی واکه‌ای است، نه قانون هماهنگیِ گردیِ واکه. اما تعدادی قاعده در موره «همگونی صامت‌ها» برای پسوندها وجود دارند، که در بعد از جدول‌های صرف، توضیح داده شده‌اند.
در ازبکی، جمع بستن اسامی با پسوند «ـلَر / lar» انجام می‌شود. این پسوند نیز برای تمامی واژگان ثابت بوده و نیازی به تغییر آن برای هماهنگی واکه‌ها یا همگونی صامت‌ها نیست. اسامی جمع نیز هرکدام تابع یکی از حالات صرفی می‌باشند و پسوند مربوط به آن‌ها الصاق می‌شود. جدول‌های زیر هم مفرد مثال‌هارا و هم جمع آن‌ها را نشان می‌دهد.
ضمیرهای شخصی نیز هرکدام تابع یکی از این حالات دستوری هستند و خود پسوند قبول می‌کنند.
| حالت    | پسوند                | اوی «خانه» | کسلخانه «بیمارستان» | قیشلاق «روستا» | کۉیلک «پیراهن» | اوی‌لر «خانه‌ها» | کسلخانه‌لر «بیمارستان‌ها» | قیشلاق‌لر «روستاها» | کۉیلکلر «پیراهن‌ها» |
| ------- | -------------------- | ---------- | ------------------- | -------------- | -------------- | -------------- | ----------------------- | ------------------ | ------------------ |
| اسمی    | —                    | اوی        | کسلخانه             | قیشلاق         | کۉیلک          | اوی‌لر          | کسلخانه‌لر               | قیشلاق‌لر           | کۉیلک‌لر            |
| مفعولی  | -ـنی(۱)              | اوی‌نی      | کسلخانه‌نی           | قیشلاقنی       | کۉیلکنی        | اوی‌لرنی        | کسلخانه‌لرنی             | قیشلاق‌لرنی         | کۉیلک‌لرنی          |
| مالکیت  | -ـنینگ(۲)            | اوی‌نینگ    | کسلخانه‌نینگ         | قیشلاقنینگ     | کۉیلکنینگ      | اوی‌لرنینگ      | کسلخانه‌لرنینگ           | قیشلاق‌لرنینگ       | کۉیلک‌لرنینگ        |
| متممی   | -گه / -ـقه / -ـکه(۳) | اوی‌گه      | کسلخانه‌گه           | قیشلاققه       | کۉیلککه        | اوی‌لرگه        | کسلخانه‌لرگه             | قیشلاق‌لرگه         | کۉیلک‌لرگه          |
| مکانی   | -ـده                 | اوی‌ده      | کسلخانه‌ده           | قیشلاقده       | کۉیلکده        | اوی‌لرده        | کسلخانه‌لرده             | قیشلاق‌لرده         | کۉیلک‌لرده          |
| افتراقی | -ـدَن                 | اوی‌دن      | کسلخانه‌دن           | قیشلاقدن       | کۉیلکدن        | اوی‌لردن        | کسلخانه‌لردن             | قیشلاق‌لردن         | کۉیلک‌لردن          |

| حالت    | پسوند              | oʻy «خانه» | kasalxona «بیمارستان» | qishloq «روستا» | koʻylak «پیراهن» | oʻylar «خانه‌ها» | kasalxonalar «بیمارستان‌ها» | qishloqlar «روستاها» | koʻylaklar «پیراهن‌ها» |
| ------- | ------------------ | ---------- | --------------------- | --------------- | ---------------- | --------------- | -------------------------- | -------------------- | --------------------- |
| اسمی    | —                  | oʻy        | kasalxona             | qishsloq        | koʻylak          | oʻylar          | kasalxonalar               | qishloqlar           | koʻylaklar            |
| مفعولی  | -ni(۱)             | oʻyni      | kasalxonani           | qishloqni       | koʻylakni        | oʻylarni        | kasalxonalarni             | qishloqlarni         | koʻylaklarni          |
| مالکیت  | -ning(۲)           | oʻyning    | kasalxonaning         | qishloqning     | koʻylakning      | oʻylarning      | kasalxonalarning           | qishloqlarning       | koʻylaklarning        |
| متممی   | -ga / -qa / -ka(۳) | oʻyga      | kasalxonaga           | qishloqqa       | koʻylakka        | oʻylarga        | kasalxonalarga             | qishloqlarga         | koʻylaklarga          |
| مکانی   | -da                | oʻyda      | kasalxonada           | qishloqda       | koʻylakda        | oʻylarda        | kasalxonalarda             | qishloqlarda         | koʻylaklarda          |
| افتراقی | -dan               | oʻydan     | kasalxonadan          | qishloqdan      | koʻylakdan       | oʻylardan       | kasalxonalardan            | qishloqlardan        | koʻylaklardan         |

نکات
1. پسوند مفعولی «-ـنی / -ni» در ازبکی نقشه مانند حرف اضافهٔ «را» در فارسی را ایفا می‌کند، به این معنی که علاوه بر نشانِ مفعول بودن، این پسوند نشان معرفه (شناخته) بودن مفعول نیز می‌باشد. دو نمونهٔ زیر برای مقایسه:[۱۵]
  - مېن قیشلاق قوره‌من. man qisloq quraman. ('من روستا می‌سازم.')
  - مېن قیشلاق‌نی قوره‌یپ‌من. man qishloqni qurayapman. ('من روستا را دارم می‌سازم.')
2. در زبان روزمرهٔ ازبکی و همین‌طور در نوشتار روزمره، پسوند مالکیتی «-ـنینگ / -ning» بیشتر مواقع به‌طور کوتاه‌شده و به صورت «-ـنی / -ni» تلفظ می‌شود، طوری که به نظر می‌آید که پسوندِ این حالت با پسوند حالتِ مفعولی ادغام و یکی شده است.[۱۵][۱۶]
  - از نکاتِ جالب این ادغام، این است که در برخی لهجه‌های فارسی تاجیکی، به دلیل ارتباطات تنگاتنگ فارسی‌زبانان و ترک‌زبانان، حرف مفعولی «را» نیز نقشِ مالکیتیِ مشابهی نیز در گفتار روزمره این لهجه‌ها پیدا کرده است، مانند نمونهٔ زیر (با توجه به اینکه در گویش تاجیکی، حرف «را» معمولاً به «ـره، ـه، ـیه» متحول می‌شود):
    - فارسی معیار: همسایهٔ من.
    - ازبکی معیار: مېننینگ همسایه‌ام.
    - ازبکی محاوره‌ای: مېننی همسایه‌ام.
    - تاجیکی شمالی محاوره‌ای: منه همسایه‌ام.
3. پسوند متممی در ازبکی «-ـگه / -ga» می‌باشد. اما در واژگان مختومه به حرف «-ـق / -q»، این پسوند متحول شده و به «-ـقه / -qa» تبدیل می‌شود. در واژگان مختومه به حرف «-ـک / -k»، این پسوند متحول شده و به «-ـکه / -ka» تبدیل می‌شود.

### ضمیرها
ضمیرهای شخصی در ازبکی یا تنها و مستقل هستند، که به مانند اسم‌ها حالات مختلف به خود می‌گیرند و صرف می‌شوند، یا پسوند هستند.
|         | من            | تو            | شما (مفرد محترمانه یا جمع) | او           | ما              | شماها                | آن‌ها              |
| ------- | ------------- | ------------- | -------------------------- | ------------ | --------------- | -------------------- | ----------------- |
| اسمی    | مېن men       | سېن sen       | سیز siz                    | او u         | بیز biz         | سیزلر sizlar         | اولر ular         |
| مفعولی  | مېنی meni     | سېنی seni     | سیزنی sizni                | اونی uni     | بیزنی bizni     | سیزلرنی sizlarni     | اولرنی ularni     |
| مالکیت  | مېنینگ mening | سېنینگ sening | سیزنینگ sizning            | اونینگ uning | بیزنینگ bizning | سیزلرنینگ sizlarning | اولرنینگ ularning |
| متممی   | مېنگه menga   | سېنگه senga   | سیزگه sizga                | اوگه uga     | بیزگه bizga     | سیزلرگه sizlarga     | اولرگه ularga     |
| مکانی   | مېنده menda   | سېنده senda   | سیزده sizda                | اوده uda     | بیزده bizda     | سیزلرده sizlarda     | اولرده ularda     |
| افتراقی | مېندن mendan  | سېندن sendan  | سیزدن sizdan               | اودن udan    | بیزدن bizdan    | سیزلردن sizlardan    | اولردن ulardan    |

|                                    | ضمیر   | پسوند مالکیتی   | پسوند فعل ماضی   | پسوند فعل مضارع                 |
| ---------------------------------- | ------ | --------------- | ---------------- | ------------------------------- |
| من (اول شخص مفرد)                  | مېن    | -ام / -ـیم      | -ـم              | -من                             |
| من (اول شخص مفرد)                  | men    | -m / -im        | -m               | -man                            |
| تو (دوم شخص مفرد)                  | سېن    | -نگ / -ـینگ     | -نگ              | -سن                             |
| تو (دوم شخص مفرد)                  | sen    | -ng / -ing      | -ng              | -san                            |
| شما (دوم شخص مفرد محترمانه یا جمع) | سیز    | -نگیز / -ـینگیز | -نگیز            | -سیز                            |
| شما (دوم شخص مفرد محترمانه یا جمع) | siz    | -ngiz / -ingiz  | -ngiz            | -siz                            |
| او (اول شخص مفرد)                  | او     | -سی / ـی        | -                | - (-دی / -تی)                   |
| او (اول شخص مفرد)                  | u      | -si / -i        | -                | - (-di / -ti)                   |
| ما (اول شخص جمع)                   | بیز    | -میز / -ـیمیز   | -ـک (-ـق)        | -میز                            |
| ما (اول شخص جمع)                   | biz    | -miz / -imiz    | -k (-q)          | -miz                            |
| شماها (دوم شخص جمع)                | سیزلر  | -نگیز / -ـینگیز | -نگیز / -نگیزلر  | -سیز / -سیزلر                   |
| شماها (دوم شخص جمع)                | sizlar | -ngiz / -ingiz  | -ngiz / -ngizlar | -siz / -sizlar                  |
| آن‌ها (سوم شخص جمع)                 | اولر   | -سی / ـی        | - / -ـلر         | - (-دی / -دیلر / -تی / -تیلر)   |
| آن‌ها (سوم شخص جمع)                 | ular   | -si / -i        | - / -lar         | - (-di / -dilar / -ti / -tilar) |

در ازبکی چهار ضمیر اشاره‌ای وجود دارد:
- بو، bu: به معنی این
- شو، shu: به معنی آن (چیزی که در محیط است و دیده می‌شود)
- او، u: به معنی آن
- اۉشه، oʻsha: به معنی آن (چیزِ دورتر)

هر چهار این ضمیر حالت جمع با پسوند «ـلَر / lar» نیز دارند، و هر چهار نوع این ضمیر مانند اسم‌ها و ضمیرهای شخصی، در حالات مختلف دستوری می‌توانند قرار بگیرند و به تبع آن صرف می‌شوند.
| اسمی    | بو bu         | شو shu         | او u         | اۉشه oʻsha         | بولر bular         | شولر oʻsha          | اولر ular         | اۉشه‌لر oʻshalar         |
| مفعولی  | بونی buni     | شونی shoni     | اونی oni     | اۉشه‌نی oʻshani     | بولر نی bularni    | شولرنی shularni     | اولرنی ularni     | اۉشه‌لرنی oʻshalarni     |
| مالکیت  | بونینگ buning | شونینگ shuning | اونینگ uning | اۉشه‌نینگ oʻshaning | بولرنینگ bularning | شولرنینگ shularning | اولرنینگ ularning | اۉشه‌لرنینگ oʻshalarning |
| متممی   | بونگه bunga   | شونگه shunga   | اونگه unga   | اۉشه‌نگه oʻshanga   | بولرگه bularga     | شولرگه shularga     | اولرگه ularga     | اۉشه‌لرگه oʻshalarga     |
| مکانی   | بونده bunda   | شونده shunda   | اونده unda   | اۉشه‌نده oʻshanda   | بولرده bularda     | شولرده shuda        | اولرده ularda     | اۉشه‌لرده oʻshalarda     |
| افتراقی | بوندن bundan  | شوندن shundan  | اوندن undan  | اۉشه‌ندن oʻshandan  | بولردن bulardan    | شولردن shulardan    | اولردن ulardan    | اۉشه‌لردن oʻshalardan    |

### فعل‌ها
صرف افعال در زبان ازبکی، از آن‌جایی که در ازبکی معیار نه هماهنگی پیشین-پسین واکه‌ها وجود دارد و نه هماهنگی گردی واکه‌ها، به نسبت ساده می‌باشد و تابع یک قاعدهٔ ثابت می‌باشد. تنها یک استثناء در مورد همگونی صامت‌ها وجود دارد که پس از جدول صرف نمونه به آن اشاره شده است.
در ازبکی، مصدر فعل از بن فعل به اضافه پسوند «ـماق/ -moq» تشکیل شده است. به‌طور مثال بن «یاز/ yoz» به معنای نوشتن، مصدر «یازماق/ yozmoq» را دارد. جدول‌های زیر، نمونهٔ صرف افعال در ازبکی هستند، بر اساس فعل «یازماق/ yozmoq».
در این جدول، بن فعل به رنگ سیاه، ضمائر شخصی مضارع به رنگ قرمز، ضمائر شخصی ماضی به رنگ آبی، و پسوندهای مربوطٔ هر زمان به رنگ بنفش نشان داده شده‌اند.
| یازماق/ yozmoq                      | یازماق/ yozmoq                      | یازماق/ yozmoq                      | یازماق/ yozmoq                        | یازماق/ yozmoq                        | یازماق/ yozmoq                        |
| ماضی مطلق                           | ماضی مطلق                           | ماضی مطلق                           | ماضی نقلی                             | ماضی نقلی                             | ماضی نقلی                             |
| ----------------------------------- | ----------------------------------- | ----------------------------------- | ------------------------------------- | ------------------------------------- | ------------------------------------- |
| نوشتم                               | یازدیم                              | yozdim                              | نوشته‌ام                               | یازگن‌من                               | yozganman                             |
| نوشتی                               | یازدینگ                             | yozding                             | نوشته‌ای                               | یازگن‌سن                               | yozgansan                             |
| نوشت                                | یازدی                               | yozdi                               | نوشته است                             | یازگن‌                                 | yozgan                                |
| نوشتیم                              | یازدیک                              | yozdik                              | نوشته‌ایم                              | یازگن‌میز                              | yozganmiz                             |
| نوشتید                              | یازدینگیز                           | yozdingiz                           | نوشته‌اید                              | یازگن‌سیز                              | yozgansiz                             |
| نوشتند                              | یازدیلر                             | yozdilar                            | نوشته‌اند                              | یازگن‌لر                               | yozganlar                             |
| ماضی استمراری                       | ماضی استمراری                       | ماضی استمراری                       | ماضی نقلی مستمر                       | ماضی نقلی مستمر                       | ماضی نقلی مستمر                       |
| می‌نوشتم                             | یازر اېدیم                          | yozar edim                          | می‌نوشته‌ام                             | یازر اېکن‌من                           | yozar ekanman                         |
| می‌نوشتی                             | یازر اېدینگ                         | yozar eding                         | می‌نوشته‌ای                             | یازر اېکن‌سن                           | yozar ekansan                         |
| می‌نوشت                              | یازر اېدی                           | yozar edi                           | می‌نوشته است                           | یازر اېکن‌                             | yozar ekan                            |
| می‌نوشتیم                            | یازر اېدیک                          | yozar edik                          | می‌نوشته‌ایم                            | یازر اېکن‌میز                          | yozar ekanmiz                         |
| می‌نوشتید                            | یازر اېدینگیز                       | yozar edingiz                       | می‌نوشته‌اید                            | یازر اېکن‌سیز                          | yozar ekansiz                         |
| می‌نوشتند                            | یازر اېدیلر                         | yozar edilar                        | می‌نوشته‌اند                            | یازر اېکن‌لر                           | yozar ekanlar                         |
| ماضی بعید                           | ماضی بعید                           | ماضی بعید                           | ماضی ابعد                             | ماضی ابعد                             | ماضی ابعد                             |
| نوشته بودم                          | یازگن اېدیم                         | yozgan edim                         | نوشته بوده‌ام                          | یازگن اېکن‌من                          | yozgan ekanman                        |
| نوشته بودی                          | یازگن اېدینگ                        | yozgan eding                        | نوشته بوده‌ای                          | یازگن اېکن‌سن                          | yozgan ekansan                        |
| نوشته بود                           | یازگن اېدی                          | yozgan edi                          | نوشته بوده است                        | یازگن اېکن‌                            | yozgan ekan                           |
| نوشته بودیم                         | یازگن اېدیک                         | yozgan edik                         | نوشته بوده‌ایم                         | یازگن اېکن‌میز                         | yozgan ekanmiz                        |
| نوشته بودید                         | یازگن اېدینگیز                      | yozgan edingiz                      | نوشته بوده‌اید                         | یازگن اېکن‌سیز                         | yozgan ekansiz                        |
| نوشته بودند                         | یازگن اېدیلر                        | yozgan edilar                       | نوشته بوده‌اند                         | یازگن اېکن‌لر                          | yozgan ekanlar                        |
| ماضی ملموس                          | ماضی ملموس                          | ماضی ملموس                          | ماضی ملموس نقلی                       | ماضی ملموس نقلی                       | ماضی ملموس نقلی                       |
| داشتم می‌نوشتم                       | یازه‌یاتگن اېدیم                     | yozayotgan edim                     | داشته‌ام می‌نوشته‌ام                     | یازه‌یاتگن اېکن‌من                      | yozayotgan ekanman                    |
| داشتی می‌نوشتی                       | یازه‌یاتگن اېدینگ                    | yozayotgan eding                    | داشته‌ای می‌نوشته‌ای                     | یازه‌یاتگن اېکن‌سن                      | yozayotgan ekansan                    |
| داشت می‌نوشت                         | یازه‌یاتگن اېدی                      | yozayotgan edi                      | داشته می‌نوشته است                     | یازه‌یاتگن اېکن‌                        | yozayotgan ekan                       |
| داشتیم می‌نوشتیم                     | یازه‌یاتگن اېدیک                     | yozayotgan edik                     | داشته‌ایم می‌نوشته‌ایم                   | یازه‌یاتگن اېکن‌میز                     | yozayotgan ekanmiz                    |
| داشتید می‌نوشتید                     | یازه‌یاتگن اېدینگیز                  | yozayotgan edingiz                  | داشته‌اید می‌نوشته‌اید                   | یازه‌یاتگن اېکن‌سیز                     | yozayotgan ekansiz                    |
| داشتند می‌نوشتند                     | یازه‌یاتگن اېدیلر                    | yozayotgan edilar                   | داشته‌اند می‌نوشته‌اند                   | یازه‌یاتگن اېکن‌لر                      | yozayotgan ekanlar                    |
| ماضی التزامی                        | ماضی التزامی                        | ماضی التزامی                        | ماضی التزامی (همراه با گمان یا خواهش) | ماضی التزامی (همراه با گمان یا خواهش) | ماضی التزامی (همراه با گمان یا خواهش) |
| نوشته‌باشم                           | یازگن بۉلسم                         | yozgan boʻlsam                      | می‌خواستم بنویسم                       | یازماقچی اېدیم                        | yozmoqchi edim                        |
| نوشته‌باشی                           | یازگن بۉلسنگ                        | yozgan boʻlsang                     | می‌خواستی بنویسی                       | یازماقچی اېدینگ                       | yozmoqchi eding                       |
| نوشته‌باشد                           | یازگن بۉلسه                         | yozgan boʻlsa                       | می‌خواست بنویسد                        | یازماقچی اېدی                         | yozmoqchi edi                         |
| نوشته‌باشیم                          | یازگن بۉلسک                         | yozgan boʻlsak                      | می‌خواستیم بنویسیم                     | یازماقچی اېدیک                        | yozmoqchi edik                        |
| نوشته‌باشید                          | یازگن بۉلسنگیز                      | yozgan boʻlsangiz                   | می‌خواستید بنویسید                     | یازماقچی اېدینگیز                     | yozmoqchi edingiz                     |
| نوشته‌باشند                          | یازگن بۉلسه‌لر                       | yozgan boʻlsalar                    | می‌خواستند بنویسند                     | یازماقچی اېدیلر                       | yozmoqchi edilar                      |
| مضارع اخباری                        | مضارع اخباری                        | مضارع اخباری                        | مضارع شرطی                            | مضارع شرطی                            | مضارع شرطی                            |
| می‌نویسم                             | یازه‌من                              | yozaman                             | بنویسم                                | یازسم                                 | yozsam                                |
| می‌نویسی                             | یازه‌سن                              | yozasan                             | بنویسی                                | یازسنگ                                | yozsang                               |
| می‌نویسد                             | یازه‌دی                              | yozadi                              | بنویسد                                | یازسه                                 | yozsa                                 |
| می‌نویسیم                            | یازه‌میز                             | yozamiz                             | بنویسیم                               | یازسک                                 | yozsak                                |
| می‌نویسید                            | یازه‌سیز                             | yozasiz                             | بنویسید                               | یازسنگیز                              | yozsangiz                             |
| می‌نویسند                            | یازه‌دیلر                            | yozadilar                           | بنویسند                               | یازسه‌لر                               | yozsalar                              |
| مضارع ملموس                         | مضارع ملموس                         | مضارع ملموس                         | مستقبل استمراری                       | مستقبل استمراری                       | مستقبل استمراری                       |
| دارم می‌نویسم                        | یازه‌یپ‌من                            | yozayapman                          | می‌خواهم بنویسم                        | یازرمن                                | yozarman                              |
| داری می‌نویسی                        | یازه‌یپ‌سن                            | yozayapsan                          | می‌خواهی بنویسی                        | یازرسن                                | yozarsan                              |
| دارد می‌نویسد                        | یازه‌یپ‌دی                            | yozayapdi                           | می‌خواهد بنویسد                        | یازر                                  | yozar                                 |
| داریم می‌نویسیم                      | یازه‌یپ‌میز                           | yozayapmiz                          | می‌خواهیم بنویسیم                      | یازرمیز                               | yozarmiz                              |
| دارید می‌نویسید                      | یازه‌یپ‌سیز                           | yozayapsiz                          | می‌خواهید بنویسید                      | یازرسیز                               | yozarsiz                              |
| دارند می‌نویسند                      | یازه‌یپ‌دیلر                          | yozayapdilar                        | می‌خواهند بنویسند                      | یازرلر                                | yozarlar                              |
| مستقبل کامل                         | مستقبل کامل                         | مستقبل کامل                         | مستقبل همراه گمان                     | مستقبل همراه گمان                     | مستقبل همراه گمان                     |
| خواهم نوشت                          | یازه‌جک‌من                            | yozajakman                          | قصد دارم بنویسم                       | یازماقچی‌من                            | yozmoqchiman                          |
| خواهی نوشت                          | یازه‌جک‌سن                            | yozajaksan                          | قصد داری بنویسی                       | یازماقچی‌سن                            | yozmoqchisan                          |
| خواهد نوشت                          | یازه‌جک‌                              | yozajak                             | قصد دارد بنویسد                       | یازماقچی‌                              | yozmoqchi                             |
| خواهیم نوشت                         | یازه‌جک‌میز                           | yozajakmiz                          | قصد داریم بنویسیم                     | یازماقچی‌میز                           | yozmoqchimiz                          |
| خواهید نوشت                         | یازه‌جک‌سیز                           | yozajaksiz                          | قصد دارید بنویسید                     | یازماقچی‌سیز                           | yozmoqchisiz                          |
| خواهند نوشت                         | یازه‌جک‌دیلر                          | yozajakdilar                        | قصد دارند بنویسند                     | یازماقچی‌لر                            | yozmoqchilar                          |
| ماضی در مضارع (همراه با شک یا گمان) | ماضی در مضارع (همراه با شک یا گمان) | ماضی در مضارع (همراه با شک یا گمان) | امری/مضارع التزامی                    | امری/مضارع التزامی                    | امری/مضارع التزامی                    |
| (کاش، اگر) می‌نوشتم                  | یازسه اېدیم                         | yozsa edim                          | بنویسم!                               | یازه‌ی                                 | yozay                                 |
| (کاش، اگر) می‌نوشتی                  | یازسه اېدینگ                        | yozsa eding                         | بنویس!                                | یاز                                   | yoz                                   |
| (کاش، اگر) می‌نوشت                   | یازسه اېدی                          | yozsa edi                           | بنویسد!                               | یازسین                                | yozsin                                |
| (کاش، اگر) می‌نوشتیم                 | یازسه اېدیک                         | yozsa edik                          | بنویسیم!                              | یازه‌ی‌لیک                              | yozaylik                              |
| (کاش، اگر) می‌نوشتید                 | یازسه اېدینگیز                      | yozsa edingiz                       | بنویسید! (مفرد محترمانه)              | یازینگ                                | yozing                                |
| (کاش، اگر) می‌نوشتید                 | یازسه اېدینگیز                      | yozsa edingiz                       | بنویسید! (شماها)                      | یازینگیز                              | yozingiz                              |
| (کاش، اگر) می‌نوشتند                 | یازسه اېدیلر                        | yozsa edilar                        | بنویسند!                              | یازسین‌لر                              | yozsinlar                             |

نکات
- در صرف زمان‌هایی که پس از بن فعل، پسوند «ـگَن / -gan» می‌آید (خانه‌های جدول نشان‌داده شده به رنگ پیش‌زمینه کرمی):
  - در صورتی که بن فعل مختوم به «ق/ q» یا «غ/ gʻ» باشد، پسوند به «ـقَن / -qan» تغییر می‌کند.
    - فعلی چون «آقماق / oqmoq» (جاری بودن): آققن‌من oqqanman
    - فعلی چون «توغماق / tugʻmoq» (زایمان کردن): توغقن اېدیم tugʻqan edim

  - در صورتی که بن فعل مختوم به «ک/ k» یا «گ/ g» باشد، پسوند به «ـکَن / -kan» تغییر می‌کند.
    - فعلی چون «چېکماق/ chekmoq» (کشیدن): چېککن‌من chekkanman
    - فعلی چون «تېگماق/ tegmoq» (دست زدن، اصابت کردن، تماس یافتن): تېگکن اېدیم tegkan edim
- فعل مستقبل کامل (خانه‌های جدول نشان‌داده شده به رنگ پیش‌زمینه قرمز)، در زبان ازبکی روزمره تقریباً کاربردی ندارند.
- صرف سوم شخص جمع، مگر این‌که برای تأکید بر جمع بودن، استفاده ندارد. اکثر اوقات برای اشاره به سوم شخص جمع، از فعل‌های سوم شخص مفرد استفاده می‌شود.

فعل‌های منفی با اضافه کردن پسوند منفی‌ساز «ـمه / -ma» به بن فعل ساخته می‌شوند. برای مثال، مصدر فعل منفی «ننوشتن» برابر است با «یازمه‌ماق yozmamoq». نمونه از صرف‌های منفی فعل در جدول زیر نمایش داده شده‌اند.
| یازمه‌ماق/ yozmamoq | یازمه‌ماق/ yozmamoq | یازمه‌ماق/ yozmamoq  | یازمه‌ماق/ yozmamoq       | یازمه‌ماق/ yozmamoq | یازمه‌ماق/ yozmamoq |
| ماضی مطلق          | ماضی مطلق          | ماضی مطلق           | ماضی نقلی                | ماضی نقلی          | ماضی نقلی          |
| ------------------ | ------------------ | ------------------- | ------------------------ | ------------------ | ------------------ |
| ننوشتم             | یازمه‌دیم           | yozmadim            | ننوشته‌ام                 | یازمه‌گن‌من          | yozmaganman        |
| ننوشتی             | یازمه‌دینگ          | yozmading           | ننوشته‌ای                 | یازمه‌گن‌سن          | yozmagansan        |
| ننوشت              | یازمه‌دی            | yozmadi             | ننوشته است               | یازمه‌گن‌            | yozgan             |
| ننوشتیم            | یازمه‌دیک           | yozmadik            | ننوشته‌ایم                | یازمه‌گن‌میز         | yozmaganmiz        |
| ننوشتید            | یازمه‌دینگیز        | yozmadingiz         | ننوشته‌اید                | یازمه‌گن‌سیز         | yozmagansiz        |
| ننوشتند            | یازمه‌دیلر          | yozmadilar          | ننوشته‌اند                | یازمه‌گن‌لر          | yozmaganlar        |
| مضارع اخباری       | مضارع اخباری       | مضارع اخباری        | مضارع شرطی               | مضارع شرطی         | مضارع شرطی         |
| نمی‌نویسم           | یازمیمن            | yozmayman           | ننویسم                   | یازمه‌سم            | yozmasam           |
| نمی‌نویسی           | یازمیسن            | yozmaysan           | ننویسی                   | یازمه‌سنگ           | yozmasang          |
| نمی‌نویسد           | یازمیدی            | yozmaydi            | ننویسد                   | یازمه‌سه            | yozmasa            |
| نمی‌نویسیم          | یازمیمیز           | yozmaymiz           | ننویسیم                  | یازمه‌سک            | yozmasak           |
| نمی‌نویسید          | یازمیسیز           | yozmaysiz           | ننویسید                  | یازمه‌سنگیز         | yozmasangiz        |
| نمی‌نویسند          | یازمیدیلر          | yozmaydilar         | ننویسند                  | یازمه‌سه‌لر          | yozmasalar         |
| مضارع ملموس        | مضارع ملموس        | مضارع ملموس         | مستقبل استمراری          | مستقبل استمراری    | مستقبل استمراری    |
| دارم نمی‌نویسم      | یازمه‌یپ‌من          | yozmaayapman        | نمی‌خواهم بنویسم          | یازمس‌من            | yozmasman          |
| داری نمی‌نویسی      | یازمه‌یپ‌سن          | yozmaayapsan        | نمی‌خواهی بنویسی          | یازمس‌سن            | yozmassan          |
| دارد نمی‌نویسد      | یازمه‌یپ‌دی          | yozmaayapdi         | نمی‌خواهد بنویسد          | یازمس‌              | yozmas             |
| داریم نمی‌نویسیم    | یازمه‌یپ‌میز         | yozmaayapmiz        | نمی‌خواهیم بنویسیم        | یازمس‌میز           | yozmasmiz          |
| دارید نمی‌نویسید    | یازمه‌یپ‌سیز         | yozmaayapsiz        | نمی‌خواهید بنویسید        | یازمس‌سیز           | yozmassiz          |
| دارند نمی‌نویسند    | یازمه‌یپ‌دیلر        | yozmaayapdilar      | نمی‌خواهند بنویسند        | یازمس‌لر            | yozmaslar          |
| مستقبل همراه گمان  | مستقبل همراه گمان  | مستقبل همراه گمان   | امری/مضارع التزامی       | امری/مضارع التزامی | امری/مضارع التزامی |
| قصد ندارم بنویسم   | یازماقچی اېمسم     | yozmoqchi emasam    | ننویسم!                  | یازمه‌ی             | yozmay             |
| قصد نداری بنویسی   | یازماقچی اېمسنگ    | yozmoqchi emasang   | ننویس!                   | یازمه              | yozma              |
| قصد ندارد بنویسد   | یازماقچی اېمس      | yozmoqchi emas      | ننویسد!                  | یازمه‌سین           | yozmasin           |
| قصد نداریم بنویسیم | یازماقچی اېمسک     | yozmoqchi emasak    | ننویسیم!                 | یازمه‌ی‌لیک          | yozmaylik          |
| قصد ندارید بنویسید | یازماقچی اېمسنگیز  | yozmoqchi emasangiz | ننویسید! (مفرد محترمانه) | یازمنگ             | yozmang            |
| قصد ندارید بنویسید | یازماقچی اېمسنگیز  | yozmoqchi emasangiz | ننویسید! (شماها)         | یازنگیز            | yozmangiz          |
| قصد ندارند بنویسند | یازماقچی اېمس‌لر    | yozmoqchi emaslar   | ننویسند!                 | یازمه‌سین‌لر         | yozmasinlar        |

در ازبکی، با استفاده از پسوندهای «ـدیر/ -dir» و «ـتیر/ -tir» امکان متعدی کردن فعل تا سه درجه وجود دارد. به‌طور مثال:
- یېماق / yemoq (به معنی خوردن)
- یېدیرماق / yedirmoq (به معنی خوراندن)
- یېدیرتیرماق / yedirtirmoq (به معنی خوراناندن، یا به عبارتی، وادار کردن دیگری در خوراندن کَسِ سومی)

نوع دیگر فعل در ازبکی، فعل مشترک می‌باشد، فعلی که نشان‌دهندهٔ اجرای عین یک کار از سوی دو یا چند تن عیناً در یک‌وقت بر روی یک‌دیگر می‌باشد. این نوع فعل، تنها صرف اول شخص، دوم شخص، و سوم شخص جمع را دارد. این فعل با اضافه کردن پسوند «ـیش/ -ish» به بن فعل ساخته می‌شود. به مثال زیر از فعل «کۉرماق/ koʻrmoq» به معنی دیدن توجه کنید:
- کۉریشماق / koʻrishmoq (به معنی باهم‌دیگر ملاقات کردن)
  - ماضی ساده
    - کۉریشدیک / koʻrishdik
    - کۉریشدینگیز / koʻrishdingiz
    - کۉریشدیلر / koʻrishdilar

  - مضارع ساده
    - کۉریشه‌میز / koʻrishamiz
    - کۉریشه‌سیز / koʻrishasiz
    - کۉریشه‌دیلر / koʻrishadilar

### فعل‌های «بودن»، «نبودن»، «داشتن»، «نداشتن»
معادل فعل «بودن» یا «نبودن» در زبان ازبکی، به مانند هر زبان دیگری، از اهمیت ویژه برخوردار بوده و قواعد خاص خود را نیز دارد.
در زبان ازبکی، دو گروه کلی وجود دارد، مضارع ساده و سایر صرف‌ها و زمان‌ها. «بودن» یا «نبودن» در مضارع ساده، با پسوندهای ضمیری ادا می‌شوند. در سایر حالات و صرف‌ها، از فعل «اېماق / emoq» یا «بۉلماق / boʻlmoq» استفاده می‌شود. این فعل، کاربردها و معانی زیادی دارد، به معنی «بودن»، «شدن»، «وجود داشتن» یا «مالکیت داشتن»، «به وقوع پیوستن»، ابراز آرزو یا تصمیم «بر من انجام فلان کار بودن»، و غیره.
پسوندهای ضمیری فعل «بودن»، مانند ضمیرهای پسوندی برای صرف افعال مضارع می‌باشد، با این تفاوت که این ضمیرها مستقیماً به خود واژهٔ مسند می‌چسبد.
|                       | ضمیر   | پسوند   |
| --------------------- | ------ | ------- |
| اول شخص مفرد          | مېن    | -من     |
| اول شخص مفرد          | men    | -man    |
| دوم شخص مفرد          | سېن    | -سن     |
| دوم شخص مفرد          | sen    | -san    |
| سوم شخص مفرد          | او     | -       |
| سوم شخص مفرد          | u      | -       |
| اول شخص جمع           | بیز    | -میز    |
| اول شخص جمع           | biz    | -miz    |
| دوم شخص مفرد محترمانه | سیز    | -سیز    |
| دوم شخص مفرد محترمانه | siz    | -siz    |
| دوم شخص جمع           | سیزلر  | -سیزلر  |
| دوم شخص جمع           | sizlar | -sizlar |
| سوم شخص جمع           | اولر   | -لر     |
| سوم شخص جمع           | ular   | -lar    |

برای ساخت فعل منفی، از واژهٔ منفی‌ساز «اېمس / emas» استفاده می‌شود. در زمان مضارع ساده، پسوند ضمیری فعل به واژهٔ منفی‌ساز ملصق می‌شود.
| مېن اۉقیتووچیمن.       | Men oʻqituvchiman.     | من معلمم.            | مېن دهقان اېمس‌من.     | Men dehqon emasman.      | من دهقان نیستم.         |
| سېن پخته‌کارسن.         | Sen paxtakorsan.       | تو پنبه‌کاری.         | سېن طلبه اېمس‌سن.      | Sen talaba emassan.      | تو طلبه/دانش‌آموز نیستی. |
| او اۉغری‌باشی.          | U oʻgʻriboshi.         | او سرکردهٔ دزدان است. | او سیاستچی اېمس‌.      | U siyosatchi emas.       | او سیاستمدار نیست.      |
| بیز قازاغیستان‌دن‌میز.   | Biz Qozogʻistondanmiz. | ما از قزاقستانیم.    | بیز مېهمان اېمس‌میز.   | Biz mehmon emasmiz.      | ما میهمان نیستیم.       |
| سیز شفاکارسیز.         | Siz shifokorsiz.       | شما پزشکی.           | سیز هردات‌دن اېمس‌سیز.  | Siz Hirotdan emassiz.    | شما از هرات نیستی.      |
| سیزلر چۉپان‌سیزلر.      | Sizlar choʻponsizlar.  | شماها چوپانید.       | سیزلر اېشک اېمس‌سیزلر. | Sizlar eshak emassizlar. | شماها الاغ نیستید.      |
| اولر ماده‌لر ساتووچی‌لر. | Ulamodda sotuvchilar.  | آن‌ها موادفروش هستند. | اولر بې‌گناه اېمس‌لر.   | U begunoh emaslar.       | آن‌ها بی‌گناه نیستند.     |

در ازبکی، مفاهیم «وجود داشتن»، «موجود بودن»، «مالکیت داشتن» در زمان ساده، همگی با فعل ربطی «بار / bor» ادا می‌شود. در صرفهای دیگر، این فعل ربطی یا با حالت سوم‌شخص مفردِ فعل «اېماق / emoq» ترکیب می‌شود یا با فعل «بۉلماق / boʻlmoq» جایگزین می‌شود. به نمونه‌های زیر برای صرف‌ها و حالات مختلف توجه کنید.
| قوطی بار.               | Quti bor.                | یک قوطی وجود دارد.         | صنف‌ده تخته بار.                    | Sinfda taxta bor.                 | در صنف/کلاس یک تخته وجود دارد.           |
| قوطی بارمی؟             | Quti bormi?              | آیا یک قوطی وجود دارد؟     | صنف‌ده تخته بارمی؟                  | Sinfda taxta bormi?               | آیا در صنف/کلاس یک تخته وجود دارد؟       |
| مېنینگ قوطی بار.        | Mening quti bor.         | من یک قوطی دارم.           | مېنینگ ایتیم‌ده بورگه‌لر بار.        | Mening itimda burgalar bor.       | سگِ من کک دارد.                           |
| مېنینگ قوطی بارمی؟      | Mening quti bormi?       | آیا من یک قوطی دارم؟       | مېنینگ ایتیم‌ده بورگه‌لر بارمی؟      | Mening itimda burgalar bormi?     | آیا سگِ من کک دارد؟                       |
| قوطی بار اېدی.          | Quti bor edi.            | یک قوطی وجود داشت.         | صنف‌ده تخته بار اېدی.               | Sinfda taxta bor edi.             | در صنف/کلاس یک تخته وجود داشت.           |
| قوطی بار اېدیمی؟        | Quti bor edimi?          | آیا یک قوطی وجود داشت؟     | صنف‌ده تخته بار اېدیمی؟             | Sinfda taxta bor edimi?           | آیا در صنف/کلاس یک تخته وجود داشت؟       |
| مېنینگ قوطی بار اېدی.   | Mening quti bor edi.     | من یک قوطی داشتم.          | مېنینگ ایتیم‌ده بورگه‌لر بار اېدی.   | Mening itimda burgalar bor edi.   | سگِ من کک داشت.                           |
| مېنینگ قوطی بار اېدیمی؟ | Mening quti bor edimi?   | آیا من یک قوطی داشتم؟      | مېنینگ ایتیم‌ده بورگه‌لر بار اېدیمی؟ | Mening itimda burgalar bor edimi? | آیا سگِ من کک داشت؟                       |
| اگر مېنینگ قوطی بۉلسه.  | Agar mening quti boʻlsa. | اگر من یک قوطی داشته باشم. | اگر صنف‌ده تخته بۉلسه.              | Agar sinfda taxta boʻlsa.         | اگر در صنف/کلاس یک تخته وجود داشته باشد. |
| مېنینگ قوطی بۉله‌دی.     | Mening quti boʻladi.     | من یک قوطی خواهم داشت.     | صنف‌ده تخته بۉله‌دی.                 | Sinfda taxta boʻladi.             | در صنف/کلاس یک تخته وجود خواهد داشت.     |

در ازبکی، مفاهیم منفی «وجود نداشتن»، «موجود نبودن»، «مالکیت نداشتن» در زمان ساده، همگی با فعل ربطی «یۉق/ yoʻq» ادا می‌شود. در صرفهای دیگر، این فعل ربطی یا با حالت سوم‌شخص مفردِ فعل «اېماق / emoq» ترکیب می‌شود یا با فعل «بۉلماق / boʻlmoq» جایگزین می‌شود. نمونه‌های زیر، حالتِ منفیِ نمونه‌های بالا را نشان می‌دهند:
| قوطی یۉق.                | Quti yoʻq.                 | یک قوطی وجود ندارد.         | صنف‌ده تخته یۉق.                    | Sinfda taxta yoʻq.                 | در صنف/کلاس یک تخته وجود ندارد.           |
| قوطی یۉقمی؟              | Quti yoʻqmi?               | آیا یک قوطی وجود ندارد؟     | صنف‌ده تخته یۉقمی؟                  | Sinfda taxta yoʻqmi?               | آیا در صنف/کلاس یک تخته وجود ندارد؟       |
| مېنینگ قوطی یۉق.         | Mening quti yoʻq.          | من یک قوطی ندارم.           | مېنینگ ایتیم‌ده بورگه‌لر یۉق.        | Mening itimda burgalar yoʻq.       | سگِ من کک ندارد.                           |
| مېنینگ قوطی یۉقمی؟       | Mening quti yoʻqmi?        | آیا من یک قوطی ندارم؟       | مېنینگ ایتیم‌ده بورگه‌لر یۉقمی؟      | Mening itimda burgalar yoʻqmi?     | آیا سگِ من کک ندارد؟                       |
| قوطی یۉق اېدی.           | Quti yoʻq edi.             | یک قوطی وجود نداشت.         | صنف‌ده تخته یۉق اېدی.               | Sinfda taxta yoʻq edi.             | در صنف/کلاس یک تخته وجود نداشت.           |
| قوطی یۉق اېدیمی؟         | Quti yoʻq edimi?           | آیا یک قوطی وجود نداشت؟     | صنف‌ده تخته یۉق اېدیمی؟             | Sinfda taxta yoʻq edimi?           | آیا در صنف/کلاس یک تخته وجود نداشت؟       |
| مېنینگ قوطی یۉق اېدی.    | Mening quti yoʻq edi.      | من یک قوطی نداشتم.          | مېنینگ ایتیم‌ده بورگه‌لر یۉق اېدی.   | Mening itimda burgalar yoʻq edi.   | سگِ من کک نداشت.                           |
| مېنینگ قوطی یۉق اېدیمی؟  | Mening quti yoʻq edimi?    | آیا من یک قوطی نداشتم؟      | مېنینگ ایتیم‌ده بورگه‌لر یۉق اېدیمی؟ | Mening itimda burgalar yoʻq edimi? | آیا سگِ من کک نداشت؟                       |
| اگر مېنینگ قوطی بۉلمه‌سه. | Agar mening quti boʻlmasa. | اگر من یک قوطی نداشته باشم. | اگر صنف‌ده تخته بۉلمه‌سه.            | Agar sinfda taxta boʻlmasa.        | اگر در صنف/کلاس یک تخته وجود نداشته باشد. |
| مېنینگ قوطی بۉلمیدی.     | Mening quti boʻlmaydi.     | من یک قوطی نخواهم داشت.     | صنف‌ده تخته بۉلمیدی.                | Sinfda taxta boʻlmaydi.            | در صنف/کلاس یک تخته وجود نخواهد داشت.     |

### سوال‌بندی
معمولاً در دستور زبان، دو نوع سؤال وجود دارد، سوالات «آیایی» یا بسته، و سوالات باز یا «چی-چرا-چطور-کی-کِی-کجا».
در زبان ازبکی، سوالات «آیایی» به همراه پسوند «ـمی / -mi» درست می‌شود. این پسوند معمولاً پس از فعل و در آخر جمله می‌آیند، بجز استثنائاتی. به‌طور مثال اگر فعلی به پسوند ضمیری فعل «بودن» دوم شخص مفرد یا جمع ختم شود، یعنی «سن/ san» یا «سیز/ siz»، پسوند سؤالی، به واژهٔ مسند ملصق شده و پیش از پسوند ضمیری قرار می‌گیرد.
جواب بله و نه هم به ترتیب «هه / ha» و «یۉق / yoʻq» می‌باشد.
چند نمونه زیر:
| قوطی بارمی؟             | Quti bormi?                 | آیا یک قوطی وجود دارد؟    | صنف‌ده تخته بارمی؟                  | Sinfda taxta bormi?                | آیا در صنف/کلاس یک تخته وجود دارد؟ |
| مېنینگ قوطی بارمی؟      | Mening quti bormi?          | آیا من یک قوطی دارم؟      | مېنینگ ایتیم‌ده بورگه‌لر بارمی؟      | Mening itimda burgalar bormi?      | آیا سگِ من کک دارد؟                 |
| مېنینگ قوطی یۉق اېدیمی؟ | Mening quti yoʻq edimi?     | آیا من یک قوطی نداشتم؟    | مېنینگ ایتیم‌ده بورگه‌لر یۉق اېدیمی؟ | Mening itimda burgalar yoʻq edimi? | آیا سگِ من کک نداشت؟                |
| مېن آوقت یېی‌یپ‌من‌می؟     | Men ovqat yeyyapmanmi?      | آیا من خوراک می‌خورم؟      | سېن آوقت یېی‌یپ‌سن‌می؟                | Sen ovqat yeyyapsanmi?             | آیا تو خوراک می‌خوری؟               |
| سیز شفاکارمی‌سیز؟        | Siz shifokormisiz?          | آیا من خوراک می‌خورم؟      | سیز زیافت‌گه کېله‌سیزمی؟             | Siz ziyofatga kelasizmi?           | آیا شما به زیافت می‌آیی؟            |
| سېن محنت‌کش طلبه‌می‌سن؟    | Sen mehnatkash talabamisan? | آیا تو دانش‌آموزی محنت‌کشی؟ | سیز تعطیل‌گه کېته‌یاتگن‌می‌دینگیز؟     | Siz ta'tilga ketayotganmidingiz?   | آیا شما داشتید به تعطیلات می‌رفتید؟ |

در ازبکی، برای سوالات باز، یا سوالات «چی-چرا-چطور-کی-کِی-کجا»، تعدادی چند واژهٔ سؤالی وجود دارد. هر یک از این واژه‌ها به مانند اسم و ضمیر، بسته به نقش آن‌ها در جمله، حالات دستوری مختلفی گرفته و صرف می‌شوند. البته که این اسامی جمع، علاوه بر واژهٔ سؤالی بودن، نقش اسمی و حرف رابطی را نیز در جمله ایفا می‌کنند.
|         | چه کسی          | کجا                                     | چی                | کدام               | کِی / چه زمان        | چقدر               | چندتا                | چگونه                | چرا               |
| ------- | --------------- | --------------------------------------- | ----------------- | ------------------ | ------------------- | ------------------ | -------------------- | -------------------- | ----------------- |
| اسمی    | کیم kim         | قه‌ی / قه‌یېر qay / qayer                 | نیمه nima         | قیسی qaysi         | قچان qachon         | نېچه necha         | نېچته nechta         | قنده‌ی qanday         | نېگه nega         |
| مفعولی  | کیمنی kimni     | قه‌ی‌نی / قه‌یېرنی qayni / qayerni         | نیمه‌نی nimani     | قیسی‌نی qaysini     | قچان‌نی qachonni     | نېچه‌نی nechani     | نېچته‌نی nechtani     | قنده‌ی‌نی qandayni     | نېگه‌نی negani     |
| مالکیت  | کیمنینگ kimning | قه‌ی‌نینگ / قه‌یېرنینگ qayning / qayerning | نیمه‌نینگ nimaning | قیسی‌نینگ qaysining | قچان‌نینگ qachonning | نېچه‌نینگ nechaning | نېچته‌نینگ nechtaning | قنده‌ی‌نینگ qandayning | نېگه‌نینگ neganing |
| متممی   | کیمگه kimga     | قه‌ی‌گه / قه‌یېرگه qayga / qayerga         | نیمه‌گه nimaga     | قیسی‌گه qaysiga     | قچان‌گه qachonga     | نېچه‌گه nechaga     | نېچته‌گه nechtaga     | قنده‌ی‌گه qandayga     | نېگه‌گه negaga     |
| مکانی   | کیمده kimda     | قه‌ی‌ده / قه‌یېرده qayda / qayerda         | نیمه‌ده nimada     | قیسی‌ده qaysida     | قچان‌ده qachonda     | نېچه‌ده nechada     | نېچته‌ده nechtada     | قنده‌ی‌ده qandayda     | نېگه‌ده negada     |
| افتراقی | کیمدن kimdan    | قه‌ی‌دن / قه‌یېردن qaydan / qayerdan       | نیمه‌دن nimadan    | قیسی‌دن qaysidan    | قچان‌دن qachondan    | نېچه‌دن nechadan    | نېچته‌دن nechtadan    | قنده‌ی‌دن qandaydan    | نېگه‌دن negadan    |

## نمونه متن
ماده ۱ اعلامیه جهانی حقوق بشر
| خط لاتین ازبکی (ازبکستان) | خط عربی ازبکی (افغانستان) | خط عربی ازبکی (۱۹۲۳–۱۹۳۰) (ازبکستان) | خط سیریلیک ازبکی (۱۹۴۰–۱۹۹۳) | ترجمه فارسی |
| Barcha odamlar erkin, qadr-qimmat va huquqlarda teng boʻlib tugʻiladilar. Ular aql va vijdon sohibidirlar va bir-birlari ila birodarlarcha muomala qilishlari zarur. | برچه آدم‌لر اېرکین، قدرقیمت و حقوق‌لرده تېنگ بۉلیب توغیله‌دیلر. اولر عقل و وجدان صاحبی‌دیرلر و بربیرلری ایله برادرلرچه معامله قیلیش‌لری ضرور.‎ | به‌رچه ئاده‌مله‌ر ئېرکىن، قه‌در-قىممه‌ت ۋه هۇقۇقله‌رده تېڭ بولىب تۇغىله‌دىله‌ر. ئۇله‌ر ئه‌قل ۋه وىجدان ساهىبىدىرله‌ر ۋه بىر-بىرله‌ری ئىله بىراده‌رله‌رچه مۇئامه‌له قىلىشله‌ری زه‌رۇر.‎ | Барча одамлар эркин, қадр-қиммат ва ҳуқуқларда тенг бўлиб туғиладилар. Улар ақл ва виждон соҳибидирлар ва бир-бирлари ила биродарларча муомала қилишлари зарур. | همه انسان‌ها آزاد به دنیا می‌آیند و از نظر حیثیت و حقوق برابر هستند. آنها دارای عقل و وجدان هستند و باید نسبت به یکدیگر با روحیه برادری رفتار کنند. |